# Fikry El Azzouzi
Fikry El Azzouzi és un escriptor de novel·les i teatre belga d'origen marroquí i amazic que escriu en neerlandès. Des del 2002 també té una columna al diari De Morgen. Va néixer a Temse el 4 d'octubre del 1978 en una família d'immigrants amazics. Durant molts anys va treballar com vigilant nocturn i va matar el temps escrivint. Descriu amb humor incisiu una generació de joves de la immigració recent balandrejant entre dues cultures a la recerca d'identitat, en situacions on no salva ni els nouvinguts, ni tampoc els autòctons. Fidel al seu esperit provocatiu, el 2015 va convidar a la cerimònia del Premi Arkprijs de la Paraula Lliure un col·lectiu de dones que reclamen el dret de portar el vel.
Obres destacades
- Het Schapenfeest, 2010[5]
- De Handen van Fatma, 2013[6]
- Troost (teatre), premi «Auteursprijs voor Podiumkunsten» (Premi d'autors per a les arts de l'escena) 2013[7]
- Drarrie in de Nacht, 2014 (teatre) traduït a l'alemany Wir da draussen[8][9]
- Reizen Jihad, 2015 (teatre)
- Barbaarse Verstrooidheid, 2016